# Salyan (Azerbaïdjan)

Salyan est une ville d'Azerbaïdjan de plus de 30 000 habitants.

## Histoire
La ville est créée proche du fleuve Koura. Au milieu du XVIIIe siècle, Salyan a été capturé par Ibrahim Rudbari. Salyan faisait partie du Khanat de Salyan de 1680 et 1782 et gouverné par divers Khans, elle est la capitale du sultanat Salyan. En 1799, Shamakhi Khan Mustafa Khan a conquis Salyan. 
Salyan a souffert des inondations en raison de sa proximité du fleuve et de l'altitude relativement basse de la majeure partie de la ville. La ville se situe à moins six mètres au-dessous du niveau de la mer. Il y avait un chantier,,.
En 1868 la commune devint le centre administratif du district de Jevatsky de la province de Bakou. En 1916 elle obtient le statut de ville. Depuis 1930, Salyan est le centre administratif de la région de Salyan.
Selon le recensement de la population russe de 1897 la commune comptait 11 787 personnes, principalement des Tatars d'Azerbaïdjan et des Azéris. Selon le recensement de 1959 dans la ville, il y avait 17 197 habitants et en 1975, 25 700 personnes. Selon le recensement de la ville de 1979, la population de la ville a atteint 26196 et en 1989, 30 396 personnes. La ville compte 37 000 habitants en 2013.

## Listes des dirigeants

### Khanatde Salyan
- (1729–1748) Hasanbay Khan  [5]
- (1748–1757) Ibrahim Khan Rudbary
- (1757–1768) Kalb Ali Khan
- (1768–1782) Qubad Khan (az)

### République socialiste soviétique d'Azerbaïdjan
1920) Yusif Gasimov
- (1961–1966) Huseyn Huseynov

### Azerbaïdjan
- (1993) A.Yusubov
- (1993–2004) Valihat Azizov
- (2004) Yusif Alakbarov
- (2004–2009) Rasim Bashirov
- (2009–2011) Aliagha Huseynov
- (2011–2016) Tahir Karimov
- (2016–présent) Sevindik Hatamov